# Жеремі Елькайм
Жеремі́ Елька́льм (фр. Jérémie Elkaïm; нар. 29 серпня 1978, Шатне-Малабрі, Франція) — французький актор і сценарист.

## Біографія
Жереми Елькайм народився 29 серпня 1978 року в передмісті Парижа Шатне-Малабрі у сім'ї марокканських євреїв. Кар'єру актора розпочав із зйомок в короткометражних фільмах Франсуа Озона «Незаймані» (фр. Les Puceaux, 1996) і «Постільні сцени» (фр. Scènes de lit, 1998). Популярність до актора прийшла з роллю емоційно нестійкого підлітка Матьє у фільмі Себастьєна Ліфшица «Майже нічого». Стрічка в цілому була добре зустрінута критиками, викликавши в основному позитивні відгуки.
Був одружений з акторкою Валері Донзеллі. Вони зіткнулися з серйозним випробуванням — онкологічним захворюванням свого старшого сина.
У 2011 році Елькайм і Валері Донзеллі написали сценарій до фільму «Я оголошую війну», сюжет якого пов'язаний з подіями їхнього особистого життя і хворобою їхнього сина Габріеля, який також знімався у цій стрічці. Це фільм про боротьбу двох молодих батьків з важкою недугою їхньої дитини. Валері також була режисером цієї стрічки. Разом з Елькаймом вони виконали головні ролі в ній. Фільм був добре зустрінутий критиками. Стрічка була представлена Францією на премію Оскар в номінації «найкращий фільм іноземною мовою» у 2012 році, але в п'ятірку номінантів не потрапила.
У 2016 році він озвучив Себа, головного чоловічого персонажа 28 епізодів анімаційного серіалу "Мережа та світ звірів " , що транслювався на каналі Arte, разом із Валері Донзеллі та Маріанною Джеймс.
Він є членом колективу 50/50, який має на меті сприяти гендерній рівності та різноманітності в кіно- та аудіовізуальній індустрії.

## Особисте життя
З 2015 року Жеремі Елькайм перебуває у стосунках з акторкою Анаїс Демустьє, з якою вони почали зустрічатися під час зйомок фільму «Маргарита і Жульєн» (2015). У грудні 2015 року було оголошено, що пара чекає свою першу дитину. Від шлюбу з Валері Донзеллі Елькайм має двох синів.

## Фільмографія (вибіркова)
| Рік  |    | Українська назва       | Оригінальна назва                | Роль                |
| ---- | -- | ---------------------- | -------------------------------- | ------------------- |
| 2016 | ф  | Бездоганна             | Irréprochable                    | Філіп Ферран        |
| 2015 | ф  | Дурниці                | Les bêtises                      | Франсуа Луї         |
| 2015 | ф  | Маргарита і Жульєн     | Marguerite et Julien             | Жульєн де Равале    |
| 2013 | ф  | Небажаний              | Indésirables                     | Альдо               |
| 2013 | ф  | Великий старт          | Grand départ                     | Люк                 |
| 2013 | ф  | Опіум                  | Opium                            | Етьєн де Бомон      |
| 2012 | ф  | Твоя рука в моїй руці  | Main dans la main                | Жоакім Фокс         |
| 2011 | ф  | Паліція                | Polisse                          | Габріель            |
| 2011 | ф  | Я оголошую війну       | La guerre est déclarée           | Ромео               |
| 2010 | ф  | Бельвіль — Токіо       | Belleville-Tokyo                 | Жульєн              |
| 2010 | кф | Мадлен і фактор        | Madeleine et le facteur          |                     |
| 2010 | ф  | Секрет любові          | Les amours secrètes              | Жан                 |
| 2009 | тф | Мила Франція           | Douce France                     | Жером               |
| 2009 | ф  | Світське життя         | La grande vie                    | Дам'єн              |
| 2009 | ф  | Королева дурок         | La reine des pommes              | Матьє/П'єр/Поль/Жак |
| 2006 | ф  | Недоторканний          | L'intouchable                    | асистент режисера   |
| 2006 | с  | Офіс                   | Le bureau                        | Поль Делорм         |
| 2006 | кф | Канатоходець           | Le funambule                     |                     |
| 2005 | с  | Секс у великому Парижі | Clara Sheller                    | Матьє               |
| 2004 | тф | Медсестра              | La nourrice                      | Матьє               |
| 2004 | с  | Великий журнал Каналу+ | Le grand journal de Canal+       | Жеремі Елькайм      |
| 2003 | ф  | Знайомтеся, Ваша вдова | Mariées mais pas trop            | Тома                |
| 2002 | тф | Зона рептилій          | Zone Reptile                     |                     |
| 2002 | тф | Просто хлопець         | À cause d'un garçon              | Бенджамін           |
| 2001 | ф  | Французький пиріг      | Sexy Boys                        | Френк               |
| 2001 | ф  | Порнограф              | Le pornographe                   |                     |
| 2001 | кф | Маленька сестра        | Petite soeur                     | юнак                |
| 2001 | кф | Вовки                  | La gueule du loup                |                     |
| 2000 | кф | Слони з Марса          | Les eléphants de la planète Mars |                     |
| 2000 | ф  | Майже нічого           | Presque rien                     | Матьє               |
| 2000 | ф  | Банкрут                | Banqueroute                      | танцюрист           |
| 1999 | кф | Транзит                | Transit                          |                     |
| 1999 | ф  | Секретний біль         | Tørst                            |                     |
| 1998 | кф | Постільні сцени        | Scènes de lit                    | Поль                |
| 1998 | кф | Трохи інше             | Un léger différent               |                     |
| 1996 | кф | Незаймані              | Les Puceaux                      |                     |

## Визнання
| Міжнародний кінофестиваль короткометражних фільмів у Клермон-Феррані |                                 |                                                 |           |  |  |
| 1998                                                                 | Найкращий актор                 | Трохи інше                                      | Перемога  |  |  |
| Міжнародний кінофестиваль в Хіхоні                                   |                                 |                                                 |           |  |  |
| 2011                                                                 | Найкращий актор                 | Я оголошую війну                                | Перемога  |  |  |
| Премія Сезар                                                         |                                 |                                                 |           |  |  |
| 2012                                                                 | Найкращий оригінальний сценарій | Я оголошую війну (разом з Валері Донзеллі)      | Номінація |  |  |
|                                                                      |                                 |                                                 |           |  |  |
| 1900                                                                 | Приз Патріка Девара             | Приз Патріка Девара                             | Номінація |  |  |
| Золота зірка кіно                                                    |                                 |                                                 |           |  |  |
| 2012                                                                 | Найкращий сценарій              | Я оголошую війну                                | Перемога  |  |  |
| Римський кінофестиваль                                               |                                 |                                                 |           |  |  |
| 2012                                                                 | Найкращий актор                 | Твоя рука в моїй руці (разом з Валері Донзеллі) | Перемога  |  |  |